# María de la Paz của Tây Ban Nha
María de la Paz của Tây Ban Nha (tiếng Tây Ban Nha: María de la Paz Juana Amelia Adalberta Francisca de Paula Juana Bautista Isabel Francisca de Asís de Borbón y Borbón; 23 tháng 6 năm 1862 – 4 tháng 12 năm 1946) là một Vương nữ Tây Ban Nha, con gái của Isabel II của Tây Ban Nha và Francisco de Asís của Tây Ban Nha, Paz kết hôn với em họ là Ludwig Ferdinand của Bayern. Infanta Paz dành phần đời còn chủ yếu sống ở Đức kể từ khi kết hôn, dành thời gian cống hiến cho gia đình, làm từ thiện và làm thơ. Infanta María de la Paz đã viết một cuốn hồi ký có tên tiếng Anh là Through Four Revolutions: 1862–1933 (Qua bốn cuộc cách mạng: 1862–1933).

## Những năm đầu đời
Vương nữ được sinh ra tại Cung điện Vương thất Madrid vào ngày 23 tháng 6 năm 1862, là con gái thứ ba sống đến tuổi trưởng thành của Isabel II của Tây Ban Nha và Francisco de Asís của Tây Ban Nha. Ở tuổi mười sáu, Nữ vương Isabel II buộc phải kết hôn với người anh họ Francisco de Asís. Nữ vương Isabel II coi thường chồng và tìm lối thoát cho mình bằng một danh sách tình nhân. Mối quan hệ giữa Phối vương Francisco với các con rất xa cách và mang tính hình thức. Phần Isabel II thì lại có những mối bận tâm đến triều đại đầy sóng gió cũng như cuộc sống riêng tư của bản thân, hết mực yêu thương con cái nhưng cũng có lúc xa cách với các con, một điều thường thấy ở thời bấy giờ.
Theo nhiều nhà sử học, người cha thực sự của María de la Paz là nhà ngoại giao và chính trị gia Miguel Tenorio de Castilla, từng đảm nhiệm vai trò thư ký của Nữ vương Isabel II trong vài năm. María de la Paz có lẽ cũng nghi ngờ Tenorio de Castilla chính là cha ruột của mình. Năm 1890, khi về già, Tenorio de Castilla dọn đến ở trong một căn phòng ở cánh phía nam của Cung điện Nymphenburg, nơi ở của Vương nữ. Tenorio de Castilla sống ở đó 26 năm cho đến khi qua đời vào ngày 11 tháng 12 năm 1916. Ông để lại tất cả tài sản của mình cho María de la Paz và Vương nữ đã chấp nhận chúng với tư cách là người thừa kế của ông.
Infanta Paz được rửa tội bởi tổng giám mục Toledo và được đặt tên là María de la Paz Juana Amelia Adalberta Francisca de Paula Juana Bautista Isabel Francisca de Asís. Mẹ đỡ đầu của Vương nữ là  Amalia của Tây Ban Nha, cô của Paz. Trong những năm đầu tiên, María de la Paz được nuôi dưỡng cùng với chị gái Pilar và em gái Eulalia trong Cung điện Vương thất Madrid. Trong bầu không khí lễ nghi của triều đình Tây Ban Nha, các Vương nữ ít được tiếp xúc với cha mẹ của mình.

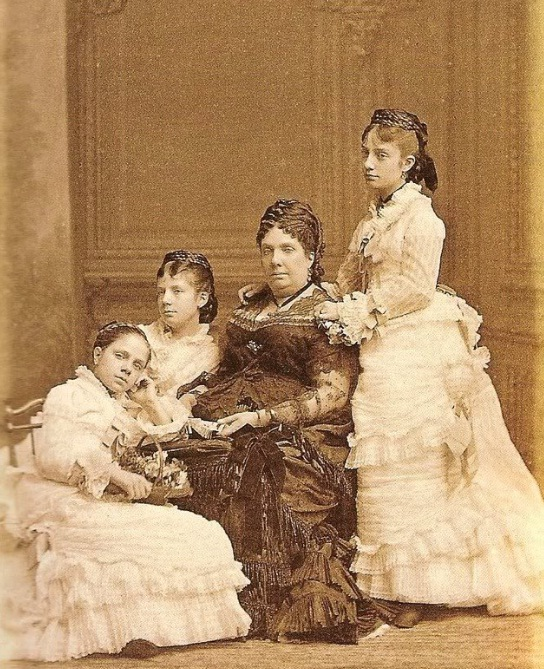
Nữ vương Isabel II với ba người con gái út: Eulalia, Paz and Pilar.

Năm 1868, khi mới sáu tuổi, María de la Paz và gia đình buộc phải rời Tây Ban Nha do cuộc Cách mạng Vinh quang khiến Nữ vương Isabel II bị phế truất khỏi ngai vàng. Lúc đó cả gia đình đang ở San Sebastián, và vào ngày 30 tháng 9 năm 1868, họ phải vượt biên và sống lưu vong ở Pháp. Isabel II định cư ở Paris cùng các con, trong khi Vương quân Francisco de Asís đến sống ở Épinay. Paz được giáo dục cùng với Pilar và Eulalia tại Sacré-Coeur, một trường Công giáo do các nữ tu điều hành. Vương nữ được rước lễ lần đầu tại Roma bởi Giáo hoàng Piô IX.
Năm 1874, anh trai của Infanta Paz là Alfonso được đưa lên ngai vàng thay cho mẹ. Ba năm sau, María de la Paz trở lại Tây Ban Nha cùng với chị María del Pilar và María Eulalia. Lúc đầu Vương nữ sống ở El Escorial với mẹ, nhưng sau đó chuyển đến Alcázar của Sevilla. Khi Isabel II quyết định sống lâu dài ở Paris, María de la Paz và các chị gái em chuyển đến Cung điện Vương thất Madrid cùng với Alfonso XII. Việc giáo dục và chăm sóc ba chị em María del Pilar, María de la Paz và María Eulalia được giám sát bởi chị cả María Isabel. Paz đặc biệt thân thiết với chị gái Pilar, người chỉ hơn Vương nữ một tuổi. Năm 1879, Infanta Pilar, vốn có sức khỏe yếu, đột ngột qua đời khi hai chị em đang ở thị trấn nhỏ Eskoriatza. Infanta Paz, lúc đó mới mười bảy tuổi, bị ảnh hưởng sâu sắc bởi cái chết của chị gái.
Trong số năm người con sống đến tuổi trưởng thành của Isabel II, María de la Paz là người giống mẹ nhất. Paz  có dáng người thấp bé, ngoại hình không nổi bật với chiếc mũi nhỏ hếch lên và đôi mắt nhỏ ánh lên vẻ tinh nghịch. Không giống như hai chị gái Isabel và em gái Eulalia, Paz không có cá tính mạnh mẽ. Vương nữ là người đơn giản, thân thiện và dễ tính. Là người lãng mạn và có khiếu nghệ thuật, Vương nữ rất thích làm thơ và còn là một họa sĩ tài năng. Khi còn nhỏ, Paz đã nghiên cứu lịch sử Tây Ban Nha và luôn quan tâm đến chủ đề này. Trong những năm sau đó, Vương nữ đã viết bài đăng trên tờ ABC. Infanta cũng có khiếu âm nhạc; Vương nữ chơi được đàn hạc và thưởng thức các bài hát của Paolo Tosti cũng như các vở opera của Giuseppe Verdi và Charles Gounod. María de la Paz còn là một tín hữu Công giáo sùng đạo.

## Hôn nhân

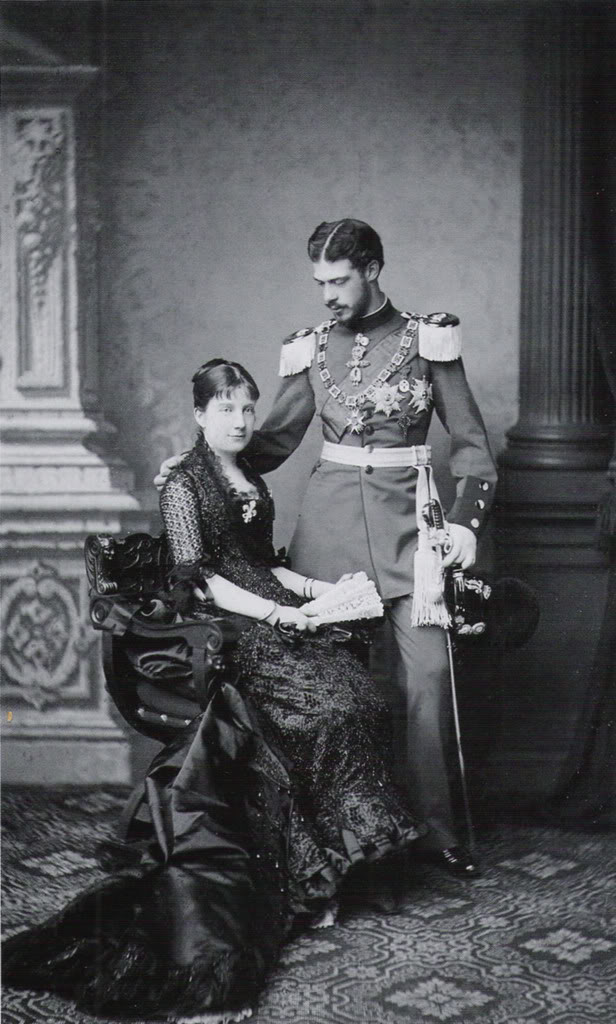
Vương nữ María de la Paz của Tây Ban Nha và Vương tôn Ludwig Ferdinand của Bayern năm 1883

Mùa xuân năm 1880, Vương nữ María de la Paz được dự tính gả cho người em họ là Vương tôn Ludwig Ferdinand của Bayern. Mẹ của Ludwig Ferdinand là Vương tôn nữ Amalia của Tây Ban Nha, em gái của Phối vương Francisco de Asís, cha của Paz, và Amalia cũng là em họ của Nữ vương Isabel II. Amalia muốn gả con trai mình cho Paz, con gái đỡ đầu của mình, và với suy nghĩ này, Infanta Amalia đã viết thư cho anh trai và chị họ và họ đã đồng ý với đề xuất này.
Alfonso XII, người đã từng học tập trong một thời gian ngắn ở München với em họ Ludwig Ferdinand, đã mời Ludwig đến Madrid để gặp Vương nữ María de la Paz. Ngày 5 tháng 6 năm 1880, Infanta Paz đã viết trong nhật ký rằng: "Cô Amalia của Bayern (góa phụ của của Vương tử Adalbert) đang ở Paris cùng các con trai Ludwig và Alfons và con gái lớn Isabella. Ludwig rất háo hức được gặp tôi vì em ấy thích bức chân dung của tôi. Anh trai tôi đã mời tất cả họ tới Madrid. Hai anh em sẽ đến vào mùa thu. Tôi đã nghe nhiều điều tốt đẹp về Ludwig. Họ nói em ấy là người nghiêm túc và lịch sự. Có lẽ em ấy tin rằng tôi trông đẹp hơn thực tế là vì bức chân dung. Tôi chỉ có thể phó thác mọi việc trong tay Chúa..."
Cuối cùng, khi Vương nữ María de la Paz gặp Vương tôn Ludwig Ferdinand vào mùa thu năm 1880, Infanta cảm thấy Ludwig không hấp dẫn và không muốn kết hôn với Vương tôn. Paz đã từ chối lời cầu hôn nhưng Ludwig Ferdinand không từ bỏ mong muốn kết hôn của mình. Tháng 1 năm 1883, Ludwig Ferdinand trở lại Tây Ban Nha để ngỏ lời cầu hôn Paz. Khi cùng nhau đi dạo trong khu vườn La casa de campo vào ngày 22 tháng 1 năm 1883, Vương tôn đã cầu hôn Paz và đã được chấp nhận. Hôn lễ diễn ra tại nhà nguyện của Cung điện Vương thất Madrid vào ngày 2 tháng 4 năm 1883. Paz vẫn được giữ quyền kế vị đối với ngai vàng Tây Ban Nha và nhận được số tiền trợ cấp hàng năm là 150.000 peseta. Vương nữ bấy giờ được hai mươi tuổi. Trong số những món quà của Paz có chiếc vương miện tiara hình tia nắng theo phong cách Bayern, vẫn được giữ trong gia đình cho đến khi được bán đấu giá vào năm 2013.

## Chuyển đến Bayern
Trên đường đến München, María de la Paz và chồng dừng chân ở Paris và đến thăm cựu Phối vương Francisco de Asís bấy giờ đang sống ở Épinay. Tại Bayern, cặp đôi sống tại Cung điện Nymphenburg bên ngoài München. Vương tôn Ludwig Ferdinand không chỉ là em họ của Quốc vương Ludwig II của Bayern mà còn được Ludwig II rất quý mến và được giao phụ trách một số công việc tài chính của Quốc vương. Khi Infanta Paz gặp Quốc vương Ludwig II tại München, hai người đã trò chuyện bằng tiếng Pháp và Ludwig II đã chào đón Vương nữ nồng nhiệt. Tiếc thay, mối quan hệ thân thiết của Paz với quân chủ Bayern lại nhanh chóng kết thúc. Ludwig II bị phế truất và qua đời một cách bí ẩn vào năm 1886. Ludwig II được kế vị bởi người em trai duy nhất là Otto, người chưa bao giờ thực sự cai trị với tư cách là quân chủ kể từ khi bị tuyên bố là mất trí vào năm 1875. Do đó chú của Otto là Luitpold của Bayern trở thành nhiếp chính vương tử. Trong dịp lễ hội mừng María de la Paz đến triều đình Bayern, Paz đã gặp Luitpold, người đảm nhiệm vai trò nhiếp chính của Bayern cho đến khi qua đời vào năm 1912. Ở Tây Ban Nha, María de la Paz đã gặp hai người con trai của Luitpold là Arnulf và Leopold. Leopold sau này đã kết hôn với Gisela của Áo, con gái của Franz Joseph I của Áo và Elisabeth của Bayern; Paz và Gisela trở thành bạn tốt của nhau. Giống như tất cả các thành viên của Vương thất Bayern, Paz có mối liên hệ với con trai cả của Luitpold là Ludwig, người trở thành Quốc vương Bayern vào năm 1913 với tên hiệu là Ludwig III. Vợ của Ludwig III, Maria Therese của Áo-Este, là chị gái khác cha của Maria Christina Henriette của Áo, Vương hậu Tây Ban Nha. Infanta Paz cũng có bạn bè thuộc nhánh tước công của Vương tộc Wittelsbach ở Bayern.

## Cuộc sống ở Bayern

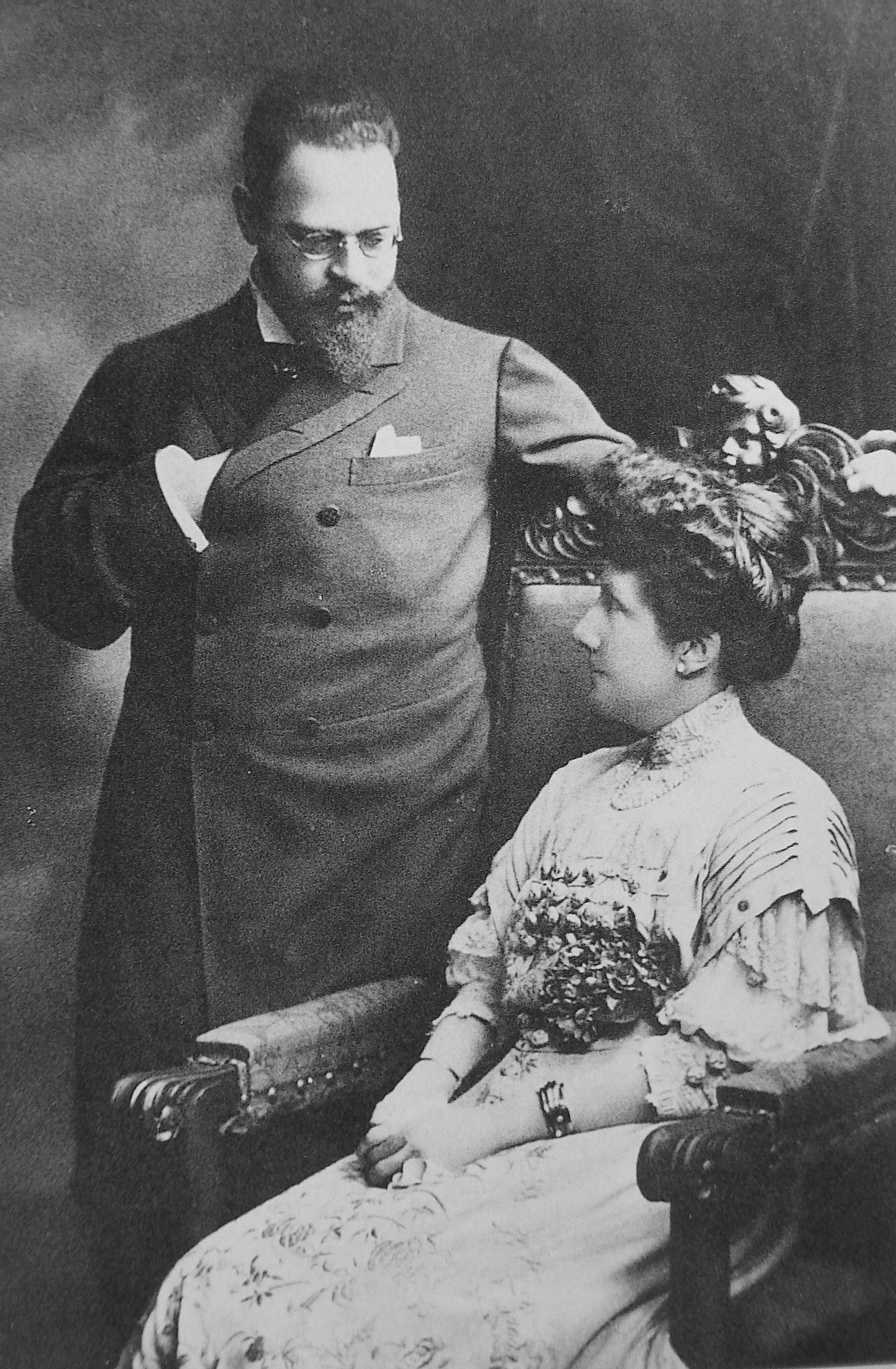
Ludwig Ferdinand của Bayern và María de la Paz của Tây Ban Nha

Ludwig Ferdinand là một người rất yêu âm nhạc và chơi violin trong dàn nhạc vương thất München. Ngoài việc theo đuổi sự nghiệp quân sự ở cấp bậc cao nhất, Ludwig Ferdinand còn hành nghề y, ngành mà Vương tôn đã theo học tại Đại học München. Ludwig Ferdinand tránh xa những mưu kế trong cung điện vì không thích cuộc sống cung đình. Hai vợ chồng thích sống lặng lẽ với ba đứa con của họ trong Cung điện Nymphenburg. Xung quanh María de la Paz và Ludwig Ferdinand là những nghệ sĩ Tây Ban Nha đến thăm Bayerna: nghệ sĩ soạn nhạc Tomás Bretón, nghệ sĩ vĩ cầm Pablo Sarasate và các họa sĩ Eduardo Rosales và José Moreno Carbonero.
Ở München, Paz dành rất nhiều thời gian cho công việc từ thiện. Vương nữ đã mở rộng một trại tị nạn cho trẻ em nghèo ở Neuhausen-Nymphenburg được gọi là Marien-Ludwig-Ferdinand. Năm 1913, Infanta Paz thành lập một trường học ở München trong khuôn viên Cung điện Nymphenburg để tiếp nhận 38 học sinh đến từ các tỉnh khác nhau của Tây Ban Nha. Tổ chức này đã bị giải thể vào năm 1918 vào thời điểm Cách mạng Đức (1918–1919) kết thúc chế độ quân chủ ở Bayern. Infanta María de la Paz cũng phụ trách buổi triển lãm nghệ thuật được tổ chức hàng năm tại München Glaspalast cho đến khi nó bị phá hủy bởi một cơn hỏa hoạn vào năm 1931. Ngoài những nhân vật biểu tưởng người Tây Ban Nha nêu trên, Infanta còn đón tiếp các nhà văn và nghệ sĩ như nhà soạn nhạc Richard Strauss, họa sĩ Franz von Lenbach và người đoạt giải Nobel Paul Heyse và những người khác.
Từ Bayern, Infanta Paz vẫn dõi theo cuộc sống của Vương thất Tây Ban Nha thông qua những bức thư từ chị gái Isabel. Anh trai duy nhất của Paz là Alfonso XII đã qua đời khi còn trẻ vào năm 1886. Paz duy trì mối quan hệ nồng ấm với chị dâu là Maria Christina Henriette của Áo, bấy giờ là nhiếp chính hậu của Tây Ban Nha. Sau này, cháu trai gọi cô của María de la Paz là Alfonso XIII cũng dành nhiều tình cảm cho Vương nữ. Mối liên hệ của Paz với quê hương càng được củng cố bằng cuộc hôn nhân của con trai cả của Paz là Vương tôn Ferdinand của Bayern với người chị họ là Vương nữ María Teresa Isabel, con gái của anh trai Alfonso XII quá cố. Năm 1905, cháu trai Alfonso XIII đến thăm Paz trong chuyến công du châu Âu để tìm vợ. Năm sau đó, Paz và gia đình đến Madrid và đại diện cho Bayern dự đám cưới của Alfonso XIII của Tây Ban Nha với Victoria Eugenia của Battenberg. Như một món quà cưới, María de la Paz đã tặng cho Victoria Eugenia một chiếc vương miện làm bằng vàng được tìm thấy ở sông Darro vốn thuộc về Isabel II của Tây Ban Nha.
Năm 1914, María de la Paz thực hiện chuyến hành trình bằng ô tô đến Salamanca, León, Oviedo, Covadonga và bờ biển Cantabrian cùng với Hầu tước de la Vega de Anzo, chị gái María Isabel và con gái Maria del Pilar. Khi Thế chiến thứ nhất bùng nổ vào tháng 8 năm đó, Vương nữ ở lại Nymphenburg. Con trai Paz là Adalbert, người chỉ huy pháo binh, gia nhập lực lượng Đức. Em gái María Eulalia thường thăm hỏi Infanta Paz và đã giúp đỡ rất nhiều sau sự tàn phá do Chiến tranh thế giới thứ nhất gây ra.

## Con cái
María de la Paz và Ludwig Ferdinand có một cuộc hôn nhân lâu dài và hạnh phúc. Hai vợ chồng có với nhau ba người con. Người con cả là Vương tằng tôn Ferdinand, tiếp nối truyền thống hôn nhân giữa Bayern và Tây Ban Nha và sống phần lớn cuộc đời ở Tây Ban Nha. Những đứa con út của María de la Paz được thừa hưởng sở thích nghệ thuật và văn học của Vương nữ. Vương tằng tôn Adalbert Afons là một nhà văn và nhà sử học; Vương tằng tôn nữ Maria del Pilar là một họa sĩ và đã viết một cuốn sách về triều đại của người anh họ là Alfonso XIII của Tây Ban Nha. Kể từ khi con trai cả của Vương nữ định cư ở Tây Ban Nha, Paz thường xuyên về quê hương để thăm những đứa cháu của mình:
- Ferdinand của Bayern, Vương nữ tế Tây Ban Nha (1884–1958); sinh ra ở Madrid, ông định cư lâu dài ở Tây Ban Nha vào năm 1905. Ông kết hôn với em họ Maria Teresa, con gái của Alfonso XII của Tây Ban Nha.
- Adalbert Afons của Bayern (1886–1970), là một nhà sử học và nhà ngoại giao. Adalbert Afons kết hôn với Auguste xứ Seefried và có hai con trai. Gia đình của Adalbert sống ở Đức.
- Maria del Pilar của Bayern (1891–1987), không kết hôn, là một họa sĩ.

## Cuối đời
Sau chiến tranh và sự sụp đổ của chế độ quân chủ ở Bayern, María de la Paz và gia đình Vương nữ được phép tiếp tục sống trong Cung điện Nymphenburg. Tài sản của gia đình giảm sút nghiêm trọng nhưng Paz vẫn có thu nhập riêng với tư cách là thành viên của Vương thất Tây Ban Nha. Vương nữ đã có những chuyến thăm lẻ tẻ tới Tây Ban Nha. Khi ở Madrid, Paz và chồng ở tại cung điện vương thất. Paz cũng sở hữu một bất động sản nông thôn ở Cuenca mà Vương nữ được thừa kế từ bà ngoại là Maria Cristina của Hai Sicilie và ngôi nhà của Công tước xứ Riánsares ở Tarancón, nơi Infanta María de la Paz từng dành những chuyến đi dài để tận hưởng những cánh đồng khô cằn ở La Mancha. Gần đó, Paz mua một khu đất ở nông thôn tên là Saelices mà chồng của Vương nữ đã biến thành mô hình trang trại nông nghiệp. Nhiều năm sau, nơi đây được mua lại bởi đấu sĩ đấu bò Luis Miguel Dominguín. Tháng 10 năm 1928, María de la Paz đến thị trấn nhỏ tên là Santillana del Mar, nơi Vương nữ đã đến thăm trước đó vào năm 1881, và hội đồng của thị trấn đã cấp cho Infanta Paz một ngôi nhà để nghỉ hè tại đó.
Chữ Paz trong tên của Vương nữ có nghĩa là "hòa bình" trong tiếng Tây Ban Nha, và Vương nữ đã vinh danh tên của mình bằng việc ủng hộ chủ nghĩa hòa bình. María de la Paz tham gia các đại hội theo chủ nghĩa hòa bình năm 1921 tại Paris, 1923 tại Friburg, 1924 tại Luân Đôn, 1926 tại Luxembourg và 1926 tại Bierville thuộc Pháp.
Sau khi cháu trai Alfonso XIII bị phế truất vào năm 1931, María de la Paz mất đi nguồn thu nhập từ Tây Ban Nha. Cuộc sống của Vương nữ ở Đức trở nên khó khăn hơn sau khi Adolf Hitler lên nắm quyền vào tháng 1 năm 1933. Không giống như dòng chính của Vương tộc Wittelsbach ở Bayern, các thành viên thuộc nhánh của Vương tử Aldabert - gia đình của Paz - không công khai phản đối chế độ Đức Quốc xã. Con trai của María de la Paz là Adalbert cùng hai con trai của Aldabert là Konstantin và Alexander phục vụ trong quân đội trong Thế chiến thứ hai cho đến khi bị trục xuất khi Hitler quay lưng lại với các Vương tử người Đức. Các sĩ quan Gestapo đã kiểm tra nhà cô; Những bức thư của cô gửi cho các phóng viên người Tây Ban Nha đã được mở và đọc lục soát nhà Vương nữ; Những bức thư của Paz gửi cho những người đưa tin Tây Ban Nha đã bị mở và đọc trước khi chúng được gửi đi.
Năm 1945, quân đội Mỹ tiến vào München. Binh lính lục soát nhà của María de la Paz và mang theo một số đồ trang sức mà Vương nữ được thừa kế từ mẹ nhưng hóa ra chúng là đồ giả.
Năm 1946, María de la Paz vô tình ngã xuống cầu thang và qua đời vài giờ sau đó. Vương nữ được chôn cất trong hầm mộ vương thất ở Nhà thờ Thánh Michael, München. Ludwig Ferdinand qua đời sau vợ ba năm.

## Tác phẩm
María de la Paz là tác giả của những cuốn sách sau:
- Cuatro revoluciones e intermedios: Setenta años de mi vida. Memorias de la Infanta Paz. Espasa-Calpe, Madrid, 1935.[19] Được xuất bản bằng tiếng Anh với tựa đề Through Four Revolutions: 1862–1933. (Trải qua Bốn cuộc Cách mạng: 1862–1933).
- Aus meine Leben: Erinnereungen von Prinzessin Ludwig Ferdinand von Bayern (München, Georg Muller, 1917) [19]
- De mi vida. Impresiones (Madrid, 1909), De mi vida. Impresiones (Salamanca, 1911)
- Buscando las huellas de Don Quijote (Freiburg, 1905).[19]
- Emmanuela Theresa von Orden St. Clara, tochter des Kurfürsten Max Emanuel von Bayern 1696–1750 (Munich, 1902, được xuất bản bằng tiếng Đức và tiếng Pháp).[19]
- Poesías (Freiburg, 1904), Roma eterna (München, 1922).[19]

Vương nữ cũng dịch những cuốn sách lịch sử do con trai Adalbert viết từ tiếng Đức sang tiếng Tây Ban Nha. Nhật ký cá nhân của Paz đã được con trai Vương nữ tận dụng và đã trích lấy một số đoạn trong đó và thêm các đoạn trích từ những bức thư của Infanta gửi cho các thành viên trong gia đình mà đã xuất bản một cuốn sách với tựa đề Qua bốn cuộc cách mạng: 1862–1933.

## Tước hiệu và kính xưng

#### Tây Ban Nha:
- 23 tháng 6 năm 1862–2 tháng 4 năm 1883: Su Alteza Real la Serenísima Señora Infanta Doña María de la Paz de España/Her Royal Highness the Most Serene Lady Infanta Doña María de la Paz of Spain (Đức ngài Cao trọng Vương phi María de la Paz của Tây Ban Nha Điện hạ).
- 2 tháng 4 năm 1883–4 tháng 12 năm 1946: Su Alteza Real la Serenísima Señora Princesa Doña María de la Paz de Baviera, Infanta de España/Her Royal Highness the Most Serene Lady Princess Doña María de la Paz of Bavaria, Infanta of Spain (Đức ngài Cao trọng Vương phi María de la Paz của Bayern, Vương nữ Tây Ban Nha Điện hạ).

#### Bayern:
- 2 tháng 4 năm 1883–4 tháng 12 năm 1946: Ihre Königliche Hoheit die Frau Prinzessin Ludwig Ferdinand von Bayern/Her Royal Highness the Princess Ludwig Ferdinand of Bavaria (Vương phi María de la Paz của Bayern Điện hạ).

## Huân chương và Vương huy

### Huân chương
Tây Ban Nha:
- Quý bà của Huân chương Vương hậu María Luisa, 26 tháng 6 năm 1862[20]
- Grand Cross của Huân chương Alfonso XII, 16 tháng 1 năm 1914[21]

### Vương huy

Vương huy của María de la Paz của Tây Ban Nha
Vương huy của Infanta María de la Paz của Tây Ban Nha, Vương phi Bayern (Bayern)
Vương huy của Infanta María de la Paz của Tây Ban Nha (với tư cách là Infanta của Tây Ban Nha)

## Gia phả
| \| \| \| \| \| \| \| \| \| \| \| \| \| \| 16. Carlos III của Tây Ban Nha (=24) \| \| \| \| \| \| \| \| \| \| \| \| \| \| \| \| \| \| \| \| \| \| \| \| \| \| \| \| \| \| \| \| \| \| \| \| \| \| \| \| \| \| \| \| \| \| \| \| \| \| \| \| \| \| \| \| \| \| \| \| 8. Carlos IV của Tây Ban Nha (=12, 22, 30) \| \| \| \| \| \| \| \| \| \| \| \| \| \| \| \| \| \| \| \| \| \| \| \| \| \| \| \| \| \| \| \| \| \| \| \| \| \| \| \| \| \| \| \| \| \| \| \| \| \| \| \| \| \| \| \| \| \| \| \| \| \| \| \| \| \| \| \| \| \| \| \| 17. Maria Amalia của Ba Lan (=25) \| \| \| \| \| \| \| \| \| \| \| \| \| \| \| \| \| \| \| \| \| \| \| \| \| \| \| \| \| \| \| \| \| \| \| \| \| \| \| \| \| \| \| \| \| \| \| \| \| \| \| \| \| \| \| \| \| \| \| \| \| \| \| \| \| \| \| \| \| \| \| \| 4. Fernando VII của Tây Ban Nha \| \| \| \| \| \| \| \| \| \| \| \| \| \| \| \| \| \| \| \| \| \| \| \| \| \| \| \| \| \| \| \| \| \| \| \| \| \| \| \| \| \| \| \| \| \| \| \| \| \| \| \| \| \| \| \| \| \| \| \| \| \| \| \| \| \| \| \| \| \| \| \| 18. Filippo I xứ Parma (= 26) \| \| \| \| \| \| \| \| \| \| \| \| \| \| \| \| \| \| \| \| \| \| \| \| \| \| \| \| \| \| \| \| \| \| \| \| \| \| \| \| \| \| \| \| \| \| \| \| \| \| \| \| \| \| \| \| \| \| \| \| \| \| \| \| \| \| \| \| \| \| \| \| 9. María Luisa của Parma (=13, 23, 31) \| \| \| \| \| \| \| \| \| \| \| \| \| \| \| \| \| \| \| \| \| \| \| \| \| \| \| \| \| \| \| \| \| \| \| \| \| \| \| \| \| \| \| \| \| \| \| \| \| \| \| \| \| \| \| \| \| \| \| \| \| \| \| \| \| \| \| \| \| \| \| \| 19. Louise Élisabeth của Pháp (=27) \| \| \| \| \| \| \| \| \| \| \| \| \| \| \| \| \| \| \| \| \| \| \| \| \| \| \| \| \| \| \| \| \| \| \| \| \| \| \| \| \| \| \| \| \| \| \| \| \| \| \| \| \| \| \| \| \| \| \| \| \| \| \| \| \| \| \| \| \| \| \| \| 2. Isabel II của Tây Ban Nha \| \| \| \| \| \| \| \| \| \| \| \| \| \| \| \| \| \| \| \| \| \| \| \| \| \| \| \| \| \| \| \| \| \| \| \| \| \| \| \| \| \| \| \| \| \| \| \| \| \| \| \| \| \| \| \| \| \| \| \| \| \| \| \| \| \| \| \| \| \| \| \| 20. Ferdinando I của Hai Sicilie (=28) \| \| \| \| \| \| \| \| \| \| \| \| \| \| \| \| \| \| \| \| \| \| \| \| \| \| \| \| \| \| \| \| \| \| \| \| \| \| \| \| \| \| \| \| \| \| \| \| \| \| \| \| \| \| \| \| \| \| \| \| \| \| \| \| \| \| \| \| \| \| \| \| 10. Francesco I của Hai Sicilie (= 14) \| \| \| \| \| \| \| \| \| \| \| \| \| \| \| \| \| \| \| \| \| \| \| \| \| \| \| \| \| \| \| \| \| \| \| \| \| \| \| \| \| \| \| \| \| \| \| \| \| \| \| \| \| \| \| \| \| \| \| \| \| \| \| \| \| \| \| \| \| \| \| \| 21. Maria Karolina của Áo (=29) \| \| \| \| \| \| \| \| \| \| \| \| \| \| \| \| \| \| \| \| \| \| \| \| \| \| \| \| \| \| \| \| \| \| \| \| \| \| \| \| \| \| \| \| \| \| \| \| \| \| \| \| \| \| \| \| \| \| \| \| \| \| \| \| \| \| \| \| \| \| \| \| 5. Maria Cristina của Hai Sicilie \| \| \| \| \| \| \| \| \| \| \| \| \| \| \| \| \| \| \| \| \| \| \| \| \| \| \| \| \| \| \| \| \| \| \| \| \| \| \| \| \| \| \| \| \| \| \| \| \| \| \| \| \| \| \| \| \| \| \| \| \| \| \| \| \| \| \| \| \| \| \| \| 22. Carlos IV của Tây Ban Nha (=8, 12, 30) \| \| \| \| \| \| \| \| \| \| \| \| \| \| \| \| \| \| \| \| \| \| \| \| \| \| \| \| \| \| \| \| \| \| \| \| \| \| \| \| \| \| \| \| \| \| \| \| \| \| \| \| \| \| \| \| \| \| \| \| \| \| \| \| \| \| \| \| \| \| \| \| 11. María Isabel của Tây Ban Nha (= 15) \| \| \| \| \| \| \| \| \| \| \| \| \| \| \| \| \| \| \| \| \| \| \| \| \| \| \| \| \| \| \| \| \| \| \| \| \| \| \| \| \| \| \| \| \| \| \| \| \| \| \| \| \| \| \| \| \| \| \| \| \| \| \| \| \| \| \| \| \| \| \| \| 23. María Luisa của Parma (=9, 13, 31) \| \| \| \| \| \| \| \| \| \| \| \| \| \| \| \| \| \| \| \| \| \| \| \| \| \| \| \| \| \| \| \| \| \| \| \| \| \| \| \| \| \| \| \| \| \| \| \| \| \| \| \| \| \| \| \| \| \| \| \| \| \| \| \| \| \| \| \| \| \| \| \| 1. María de la Paz của Tây Ban Nha \| \| \| \| \| \| \| \| \| \| \| \| \| \| \| \| \| \| \| \| \| \| \| \| \| \| \| \| \| \| \| \| \| \| \| \| \| \| \| \| \| \| \| \| \| \| \| \| \| \| \| \| \| \| \| \| \| \| \| \| \| \| \| \| \| \| \| \| \| \| \| \| 24. Carlos III của Tây Ban Nha (=16) \| \| \| \| \| \| \| \| \| \| \| \| \| \| \| \| \| \| \| \| \| \| \| \| \| \| \| \| \| \| \| \| \| \| \| \| \| \| \| \| \| \| \| \| \| \| \| \| \| \| \| \| \| \| \| \| \| \| \| \| \| \| \| \| \| \| \| \| \| \| \| \| 12. Carlos IV của Tây Ban Nha (=8, 22, 30) \| \| \| \| \| \| \| \| \| \| \| \| \| \| \| \| \| \| \| \| \| \| \| \| \| \| \| \| \| \| \| \| \| \| \| \| \| \| \| \| \| \| \| \| \| \| \| \| \| \| \| \| \| \| \| \| \| \| \| \| \| \| \| \| \| \| \| \| \| \| \| \| 25. Maria Amalia của Ba Lan (=17) \| \| \| \| \| \| \| \| \| \| \| \| \| \| \| \| \| \| \| \| \| \| \| \| \| \| \| \| \| \| \| \| \| \| \| \| \| \| \| \| \| \| \| \| \| \| \| \| \| \| \| \| \| \| \| \| \| \| \| \| \| \| \| \| \| \| \| \| \| \| \| \| 6. Francisco de Paula của Tây Ban Nha \| \| \| \| \| \| \| \| \| \| \| \| \| \| \| \| \| \| \| \| \| \| \| \| \| \| \| \| \| \| \| \| \| \| \| \| \| \| \| \| \| \| \| \| \| \| \| \| \| \| \| \| \| \| \| \| \| \| \| \| \| \| \| \| \| \| \| \| \| \| \| \| 26. Filippo I xứ Parma (=18) \| \| \| \| \| \| \| \| \| \| \| \| \| \| \| \| \| \| \| \| \| \| \| \| \| \| \| \| \| \| \| \| \| \| \| \| \| \| \| \| \| \| \| \| \| \| \| \| \| \| \| \| \| \| \| \| \| \| \| \| \| \| \| \| \| \| \| \| \| \| \| \| 13. María Luisa của Parma (=9, 23, 31) \| \| \| \| \| \| \| \| \| \| \| \| \| \| \| \| \| \| \| \| \| \| \| \| \| \| \| \| \| \| \| \| \| \| \| \| \| \| \| \| \| \| \| \| \| \| \| \| \| \| \| \| \| \| \| \| \| \| \| \| \| \| \| \| \| \| \| \| \| \| \| \| 27. Louise Élisabeth của Pháp (=19) \| \| \| \| \| \| \| \| \| \| \| \| \| \| \| \| \| \| \| \| \| \| \| \| \| \| \| \| \| \| \| \| \| \| \| \| \| \| \| \| \| \| \| \| \| \| \| \| \| \| \| \| \| \| \| \| \| \| \| \| \| \| \| \| \| \| \| \| \| \| \| \| 3. Francisco de Asís của Tây Ban Nha \| \| \| \| \| \| \| \| \| \| \| \| \| \| \| \| \| \| \| \| \| \| \| \| \| \| \| \| \| \| \| \| \| \| \| \| \| \| \| \| \| \| \| \| \| \| \| \| \| \| \| \| \| \| \| \| \| \| \| \| \| \| \| \| \| \| \| \| \| \| \| \| 28. Ferdinando I của Hai Sicilie (=20) \| \| \| \| \| \| \| \| \| \| \| \| \| \| \| \| \| \| \| \| \| \| \| \| \| \| \| \| \| \| \| \| \| \| \| \| \| \| \| \| \| \| \| \| \| \| \| \| \| \| \| \| \| \| \| \| \| \| \| \| \| \| \| \| \| \| \| \| \| \| \| \| 14. Francesco I của Hai Sicilie (=10) \| \| \| \| \| \| \| \| \| \| \| \| \| \| \| \| \| \| \| \| \| \| \| \| \| \| \| \| \| \| \| \| \| \| \| \| \| \| \| \| \| \| \| \| \| \| \| \| \| \| \| \| \| \| \| \| \| \| \| \| \| \| \| \| \| \| \| \| \| \| \| \| 29. Maria Karolina của Áo (=21) \| \| \| \| \| \| \| \| \| \| \| \| \| \| \| \| \| \| \| \| \| \| \| \| \| \| \| \| \| \| \| \| \| \| \| \| \| \| \| \| \| \| \| \| \| \| \| \| \| \| \| \| \| \| \| \| \| \| \| \| \| \| \| \| \| \| \| \| \| \| \| \| 7. Luisa Carlotta của Hai Sicilie \| \| \| \| \| \| \| \| \| \| \| \| \| \| \| \| \| \| \| \| \| \| \| \| \| \| \| \| \| \| \| \| \| \| \| \| \| \| \| \| \| \| \| \| \| \| \| \| \| \| \| \| \| \| \| \| \| \| \| \| \| \| \| \| \| \| \| \| \| \| \| \| 30. Carlos IV của Tây Ban Nha (=8, 12, 22) \| \| \| \| \| \| \| \| \| \| \| \| \| \| \| \| \| \| \| \| \| \| \| \| \| \| \| \| \| \| \| \| \| \| \| \| \| \| \| \| \| \| \| \| \| \| \| \| \| \| \| \| \| \| \| \| \| \| \| \| \| \| \| \| \| \| \| \| \| \| \| \| 15. María Isabel của Tây Ban Nha (=11) \| \| \| \| \| \| \| \| \| \| \| \| \| \| \| \| \| \| \| \| \| \| \| \| \| \| \| \| \| \| \| \| \| \| \| \| \| \| \| \| \| \| \| \| \| \| \| \| \| \| \| \| \| \| \| \| \| \| \| \| \| \| \| \| \| \| \| \| \| \| \| \| 31. María Luisa của Parma (=9, 13, 23) \| \| \| \| \| \| \| \| \| \| \| \| \| \| \| \| \| \| \| \| \| \| \| \| \| \| \| \| \| \| \| \| \| \| \| \| \| \| \| \| \| \| \| \| \| \| \| \| \| \| \| \| |                                            |  |  |  |  |  |  |  |  |  |  |  |                                      |  |  |  |
| |                                            |  |  |  |  |  |  |  |  |  |  |  | 16. Carlos III của Tây Ban Nha (=24) |  |  |  |
| |                                            |  |  |  |  |  |  |  |  |  |  |  |                                      |  |  |  |
| |                                            |  |  |  |  |  |  |  |  |  |  |  |                                      |  |  |  |
| |                                            |  |  |  |  |  |  |  |  |  |  |  |                                      |  |  |  |
| | 8. Carlos IV của Tây Ban Nha (=12, 22, 30) |  |  |  |  |  |  |  |  |  |  |  |                                      |  |  |  |
| |                                            |  |  |  |  |  |  |  |  |  |  |  |                                      |  |  |  |
| |                                            |  |  |  |  |  |  |  |  |  |  |  |                                      |  |  |  |
| |                                            |  |  |  |  |  |  |  |  |  |  |  |                                      |  |  |  |
| | 17. Maria Amalia của Ba Lan (=25)          |  |  |  |  |  |  |  |  |  |  |  |                                      |  |  |  |
| |                                            |  |  |  |  |  |  |  |  |  |  |  |                                      |  |  |  |
| |                                            |  |  |  |  |  |  |  |  |  |  |  |                                      |  |  |  |
| |                                            |  |  |  |  |  |  |  |  |  |  |  |                                      |  |  |  |
| | 4. Fernando VII của Tây Ban Nha            |  |  |  |  |  |  |  |  |  |  |  |                                      |  |  |  |
| |                                            |  |  |  |  |  |  |  |  |  |  |  |                                      |  |  |  |
| |                                            |  |  |  |  |  |  |  |  |  |  |  |                                      |  |  |  |
| |                                            |  |  |  |  |  |  |  |  |  |  |  |                                      |  |  |  |
| | 18. Filippo I xứ Parma (= 26)              |  |  |  |  |  |  |  |  |  |  |  |                                      |  |  |  |
| |                                            |  |  |  |  |  |  |  |  |  |  |  |                                      |  |  |  |
| |                                            |  |  |  |  |  |  |  |  |  |  |  |                                      |  |  |  |
| |                                            |  |  |  |  |  |  |  |  |  |  |  |                                      |  |  |  |
| | 9. María Luisa của Parma (=13, 23, 31)     |  |  |  |  |  |  |  |  |  |  |  |                                      |  |  |  |
| |                                            |  |  |  |  |  |  |  |  |  |  |  |                                      |  |  |  |
| |                                            |  |  |  |  |  |  |  |  |  |  |  |                                      |  |  |  |
| |                                            |  |  |  |  |  |  |  |  |  |  |  |                                      |  |  |  |
| | 19. Louise Élisabeth của Pháp (=27)        |  |  |  |  |  |  |  |  |  |  |  |                                      |  |  |  |
| |                                            |  |  |  |  |  |  |  |  |  |  |  |                                      |  |  |  |
| |                                            |  |  |  |  |  |  |  |  |  |  |  |                                      |  |  |  |
| |                                            |  |  |  |  |  |  |  |  |  |  |  |                                      |  |  |  |
| | 2. Isabel II của Tây Ban Nha               |  |  |  |  |  |  |  |  |  |  |  |                                      |  |  |  |
| |                                            |  |  |  |  |  |  |  |  |  |  |  |                                      |  |  |  |
| |                                            |  |  |  |  |  |  |  |  |  |  |  |                                      |  |  |  |
| |                                            |  |  |  |  |  |  |  |  |  |  |  |                                      |  |  |  |
| | 20. Ferdinando I của Hai Sicilie (=28)     |  |  |  |  |  |  |  |  |  |  |  |                                      |  |  |  |
| |                                            |  |  |  |  |  |  |  |  |  |  |  |                                      |  |  |  |
| |                                            |  |  |  |  |  |  |  |  |  |  |  |                                      |  |  |  |
| |                                            |  |  |  |  |  |  |  |  |  |  |  |                                      |  |  |  |
| | 10. Francesco I của Hai Sicilie (= 14)     |  |  |  |  |  |  |  |  |  |  |  |                                      |  |  |  |
| |                                            |  |  |  |  |  |  |  |  |  |  |  |                                      |  |  |  |
| |                                            |  |  |  |  |  |  |  |  |  |  |  |                                      |  |  |  |
| |                                            |  |  |  |  |  |  |  |  |  |  |  |                                      |  |  |  |
| | 21. Maria Karolina của Áo (=29)            |  |  |  |  |  |  |  |  |  |  |  |                                      |  |  |  |
| |                                            |  |  |  |  |  |  |  |  |  |  |  |                                      |  |  |  |
| |                                            |  |  |  |  |  |  |  |  |  |  |  |                                      |  |  |  |
| |                                            |  |  |  |  |  |  |  |  |  |  |  |                                      |  |  |  |
| | 5. Maria Cristina của Hai Sicilie          |  |  |  |  |  |  |  |  |  |  |  |                                      |  |  |  |
| |                                            |  |  |  |  |  |  |  |  |  |  |  |                                      |  |  |  |
| |                                            |  |  |  |  |  |  |  |  |  |  |  |                                      |  |  |  |
| |                                            |  |  |  |  |  |  |  |  |  |  |  |                                      |  |  |  |
| | 22. Carlos IV của Tây Ban Nha (=8, 12, 30) |  |  |  |  |  |  |  |  |  |  |  |                                      |  |  |  |
| |                                            |  |  |  |  |  |  |  |  |  |  |  |                                      |  |  |  |
| |                                            |  |  |  |  |  |  |  |  |  |  |  |                                      |  |  |  |
| |                                            |  |  |  |  |  |  |  |  |  |  |  |                                      |  |  |  |
| | 11. María Isabel của Tây Ban Nha (= 15)    |  |  |  |  |  |  |  |  |  |  |  |                                      |  |  |  |
| |                                            |  |  |  |  |  |  |  |  |  |  |  |                                      |  |  |  |
| |                                            |  |  |  |  |  |  |  |  |  |  |  |                                      |  |  |  |
| |                                            |  |  |  |  |  |  |  |  |  |  |  |                                      |  |  |  |
| | 23. María Luisa của Parma (=9, 13, 31)     |  |  |  |  |  |  |  |  |  |  |  |                                      |  |  |  |
| |                                            |  |  |  |  |  |  |  |  |  |  |  |                                      |  |  |  |
| |                                            |  |  |  |  |  |  |  |  |  |  |  |                                      |  |  |  |
| |                                            |  |  |  |  |  |  |  |  |  |  |  |                                      |  |  |  |
| | 1. María de la Paz của Tây Ban Nha         |  |  |  |  |  |  |  |  |  |  |  |                                      |  |  |  |
| |                                            |  |  |  |  |  |  |  |  |  |  |  |                                      |  |  |  |
| |                                            |  |  |  |  |  |  |  |  |  |  |  |                                      |  |  |  |
| |                                            |  |  |  |  |  |  |  |  |  |  |  |                                      |  |  |  |
| | 24. Carlos III của Tây Ban Nha (=16)       |  |  |  |  |  |  |  |  |  |  |  |                                      |  |  |  |
| |                                            |  |  |  |  |  |  |  |  |  |  |  |                                      |  |  |  |
| |                                            |  |  |  |  |  |  |  |  |  |  |  |                                      |  |  |  |
| |                                            |  |  |  |  |  |  |  |  |  |  |  |                                      |  |  |  |
| | 12. Carlos IV của Tây Ban Nha (=8, 22, 30) |  |  |  |  |  |  |  |  |  |  |  |                                      |  |  |  |
| |                                            |  |  |  |  |  |  |  |  |  |  |  |                                      |  |  |  |
| |                                            |  |  |  |  |  |  |  |  |  |  |  |                                      |  |  |  |
| |                                            |  |  |  |  |  |  |  |  |  |  |  |                                      |  |  |  |
| | 25. Maria Amalia của Ba Lan (=17)          |  |  |  |  |  |  |  |  |  |  |  |                                      |  |  |  |
| |                                            |  |  |  |  |  |  |  |  |  |  |  |                                      |  |  |  |
| |                                            |  |  |  |  |  |  |  |  |  |  |  |                                      |  |  |  |
| |                                            |  |  |  |  |  |  |  |  |  |  |  |                                      |  |  |  |
| | 6. Francisco de Paula của Tây Ban Nha      |  |  |  |  |  |  |  |  |  |  |  |                                      |  |  |  |
| |                                            |  |  |  |  |  |  |  |  |  |  |  |                                      |  |  |  |
| |                                            |  |  |  |  |  |  |  |  |  |  |  |                                      |  |  |  |
| |                                            |  |  |  |  |  |  |  |  |  |  |  |                                      |  |  |  |
| | 26. Filippo I xứ Parma (=18)               |  |  |  |  |  |  |  |  |  |  |  |                                      |  |  |  |
| |                                            |  |  |  |  |  |  |  |  |  |  |  |                                      |  |  |  |
| |                                            |  |  |  |  |  |  |  |  |  |  |  |                                      |  |  |  |
| |                                            |  |  |  |  |  |  |  |  |  |  |  |                                      |  |  |  |
| | 13. María Luisa của Parma (=9, 23, 31)     |  |  |  |  |  |  |  |  |  |  |  |                                      |  |  |  |
| |                                            |  |  |  |  |  |  |  |  |  |  |  |                                      |  |  |  |
| |                                            |  |  |  |  |  |  |  |  |  |  |  |                                      |  |  |  |
| |                                            |  |  |  |  |  |  |  |  |  |  |  |                                      |  |  |  |
| | 27. Louise Élisabeth của Pháp (=19)        |  |  |  |  |  |  |  |  |  |  |  |                                      |  |  |  |
| |                                            |  |  |  |  |  |  |  |  |  |  |  |                                      |  |  |  |
| |                                            |  |  |  |  |  |  |  |  |  |  |  |                                      |  |  |  |
| |                                            |  |  |  |  |  |  |  |  |  |  |  |                                      |  |  |  |
| | 3. Francisco de Asís của Tây Ban Nha       |  |  |  |  |  |  |  |  |  |  |  |                                      |  |  |  |
| |                                            |  |  |  |  |  |  |  |  |  |  |  |                                      |  |  |  |
| |                                            |  |  |  |  |  |  |  |  |  |  |  |                                      |  |  |  |
| |                                            |  |  |  |  |  |  |  |  |  |  |  |                                      |  |  |  |
| | 28. Ferdinando I của Hai Sicilie (=20)     |  |  |  |  |  |  |  |  |  |  |  |                                      |  |  |  |
| |                                            |  |  |  |  |  |  |  |  |  |  |  |                                      |  |  |  |
| |                                            |  |  |  |  |  |  |  |  |  |  |  |                                      |  |  |  |
| |                                            |  |  |  |  |  |  |  |  |  |  |  |                                      |  |  |  |
| | 14. Francesco I của Hai Sicilie (=10)      |  |  |  |  |  |  |  |  |  |  |  |                                      |  |  |  |
| |                                            |  |  |  |  |  |  |  |  |  |  |  |                                      |  |  |  |
| |                                            |  |  |  |  |  |  |  |  |  |  |  |                                      |  |  |  |
| |                                            |  |  |  |  |  |  |  |  |  |  |  |                                      |  |  |  |
| | 29. Maria Karolina của Áo (=21)            |  |  |  |  |  |  |  |  |  |  |  |                                      |  |  |  |
| |                                            |  |  |  |  |  |  |  |  |  |  |  |                                      |  |  |  |
| |                                            |  |  |  |  |  |  |  |  |  |  |  |                                      |  |  |  |
| |                                            |  |  |  |  |  |  |  |  |  |  |  |                                      |  |  |  |
| | 7. Luisa Carlotta của Hai Sicilie          |  |  |  |  |  |  |  |  |  |  |  |                                      |  |  |  |
| |                                            |  |  |  |  |  |  |  |  |  |  |  |                                      |  |  |  |
| |                                            |  |  |  |  |  |  |  |  |  |  |  |                                      |  |  |  |
| |                                            |  |  |  |  |  |  |  |  |  |  |  |                                      |  |  |  |
| | 30. Carlos IV của Tây Ban Nha (=8, 12, 22) |  |  |  |  |  |  |  |  |  |  |  |                                      |  |  |  |
| |                                            |  |  |  |  |  |  |  |  |  |  |  |                                      |  |  |  |
| |                                            |  |  |  |  |  |  |  |  |  |  |  |                                      |  |  |  |
| |                                            |  |  |  |  |  |  |  |  |  |  |  |                                      |  |  |  |
| | 15. María Isabel của Tây Ban Nha (=11)     |  |  |  |  |  |  |  |  |  |  |  |                                      |  |  |  |
| |                                            |  |  |  |  |  |  |  |  |  |  |  |                                      |  |  |  |
| |                                            |  |  |  |  |  |  |  |  |  |  |  |                                      |  |  |  |
| |                                            |  |  |  |  |  |  |  |  |  |  |  |                                      |  |  |  |
| | 31. María Luisa của Parma (=9, 13, 23)     |  |  |  |  |  |  |  |  |  |  |  |                                      |  |  |  |
| |                                            |  |  |  |  |  |  |  |  |  |  |  |                                      |  |  |  |
| |                                            |  |  |  |  |  |  |  |  |  |  |  |                                      |  |  |  |